# Heilsburg
Die Heilsburg ist eine Wallburg aus dem 9. Jahrhundert östlich der Gemeinde Heeslingen im niedersächsischen Landkreis Rotenburg (Wümme) am Ufer der Oste.

## Geschichte
Es gibt keine zuverlässigen Nachrichten zu den Erbauern dieser Burg. Sie wird in einer Beschreibung des Amtes Zeven aus dem Jahr 1721 einem Grafen Hed zugeschrieben, der um 961 das Kloster Heeslingen gestiftet hatte. Der Name „Heilsburg“ ist erst seit dem 17. Jh. in Gebrauch, während in der mündlichen Überlieferung die Anlage auch „Heedsborg“ genannt wurde. Aufklärung über die tatsächliche Zeitstellung kann nur die Archäologie geben, am Innenrand des inneren Walles wurde Keramik des 9. Jahrhunderts geborgen. Möglicherweise besteht ein Zusammenhang mit dem 1 km südlich gelegenen Ahof, der wohl schon im Jahr 819 belegt war.

## Beschreibung
Die Höhenburganlage liegt am nördlichen Ende eines kleinen Höhenrückens unmittelbar westlich der Oste. Im Norden und Nordosten machen bis zu 4,5 m hohe Steilhänge einen Befestigungsgraben entbehrlich. Ein dort verlaufender, niedriger Wall ist streckenweise zur Oste abgerutscht. 1997/98 wurde durch die Kreisarchäologie Rotenburg (Wümme) unter der Leitung von Wolf-Dieter Tempel eine kleine archäologische Ausgrabung am inneren Wall durchgeführt, die Funde aus dem 9./10. Jh. erbrachte.

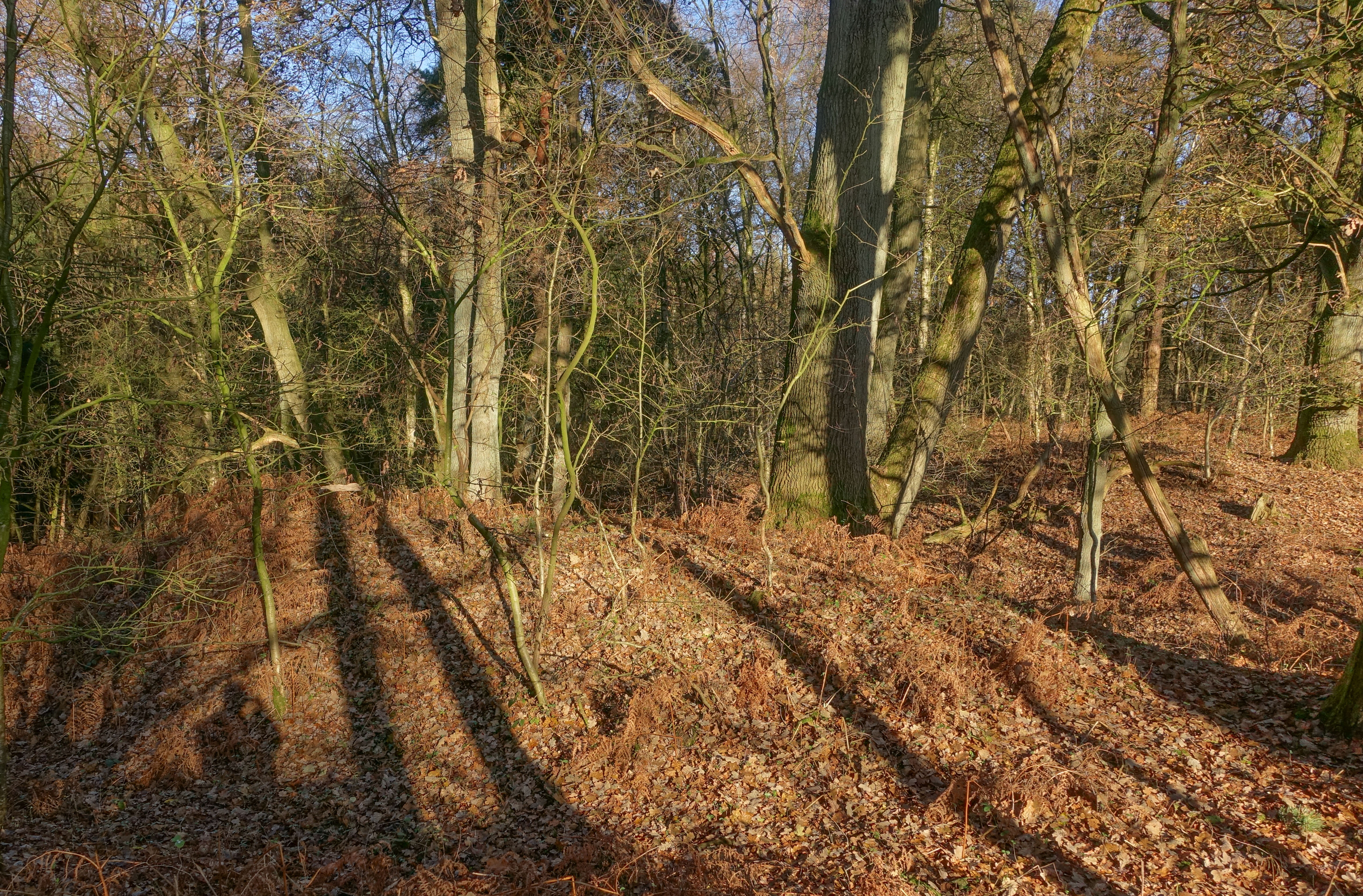
Die Vorwälle der Heilsburg im Westen

Die Befestigung besteht aus einem ungefähr viereckigen Ringwall von ca. 70 m Durchmesser. Der innere Wall ist ca. 8 m breit und ca. 1,70 m hoch erhalten. Vorgelagert ist außer zur Oste hin ein 7–8 m breiter und 3,5 m tiefer Graben, der ursprünglich als Spitzgraben ausgebildet war, aber als Sohlgraben erneuert wurde. Nach den Ergebnissen der Ausgrabung ist der Wall aus Plaggen ohne stabilisierende Holzkonstruktion errichtet worden, dem möglicherweise eine Trockenmauer vorgeblendet war. An der Innenseite des Walles sind Gebäude in Pfostenkonstruktion nachgewiesen.   Im Westen und Südosten ist ein zweiter Wall vorgelagert, der in der zweiten Bauphase als wohl nur 2 m breite Rasensodennmauer erneuert wurde. Ihm war ein 8 m breiter und 3 m tiefer Spitzgraben vorgelagert. Im Westen sind kurze Abschnitte von drei Vorwällen und Gräben erhalten. Ein Tor konnte nicht ausfindig gemacht werden; wahrscheinlich lag es im Nordwesten, wo ein Teil der Befestigung in das Bachtal abgerutscht ist. Der Zugang zur Burg erfolgte über einen Damm.
Außerhalb der Burg wurden ein Langhaus und ein Grubenhaus eines gleichzeitigen Wirtschaftshofes ergraben.